# Cantuaria stewarti
Cantuaria stewarti là một loài nhện trong họ Idiopidae.
Loài này thuộc chi Cantuaria. Cantuaria stewarti được Walter Edmond Clyde Todd miêu tả năm 1945.